# Rinotracheite bovina
La rinotracheite infettiva bovina (IBR) è una malattia infettiva dell'apparato respiratorio causata dall'herpes virus bovino di tipo 1 (BHV1), responsabile anche di vulvovaginite, balanopostite e, più raramente, encefalite e aborto.

## Epidemiologia
Si tratta di una condizione non comune del bestiame, più tipica degli animali allevati, nei quali l'incidenza varia tra il 10 e il 35%.

## Eziopatogenesi
La trasmissione del virus avviene attraverso la via respiratoria, cui consegue generalmente una viremia. Come per tutti gli Herpesviridae, anche in questo caso l'infezione è cronica e i virioni rimangono latenti a livello del ganglio del nervo trigemino per il resto della vita dell'animale. La somministrazione di corticosteroidi può portare alla riattivazione del virus.

## Clinica

### Segni e sintomi
Si può prestare in forma lieve oppure in forme più gravi. Generalmente le manifestazioni cliniche iniziali sono poco specifiche e comprendono febbre, rinorrea importante, anoressia e depressione. Nelle fasi successive la mucosa nasale può andare incontro a ulcerazione e a necrosi emorragica, con alito fetido e dispnea. In assenza di complicazione il quadro clinico si risolve nel giro di 5-10 giorni.

### Esami di laboratorio e strumentali
La diagnosi può essere effettuata mediante microscopia elettronica dell'espettorato e immunofluorescenza.

## Trattamento
Non esiste un trattamento efficace, ma la malattia è generalmente autolimitante e la prognosi è generalmente buona; tuttavia, in presenza di complicanze, la malattia può rivelarsi fatale nel 10% dei casi. Esistono numerosi vaccini, solitamente basati su virus vivo attenuato, che permettono di ridurre l'incidenza della malattia e limitare i casi gravi.